# Долматово (Рязанская область)
Долматово —  упразднённое село в Старожиловском районе Рязанской области России. Сохранилась руинированная Церковь Космы и Дамиана, на территории  Старожиловского городского поселения.

## География
Находится в 21 км от посёлка Старожилово (бывший Пронский уезд).
Абсолютная высота 179 метров над уровня моря
.

## История
Усадьба возникла в первой трети XVII века, в числе вотчины дворян Вердеревских. Во второй половине XVII века усадьба принадлежала стольнику П.Г. Вердеревскому (ум. 1723), затем его сыну П.П. Вердеревскому с женой П.Т. Вердеревской. В последней четверти XVIII века прапорщику И.А. Лихареву (г/р 1761). В первой половине IXX века генерал-майору И.С. Сорочинскому, после его смерти в 1852 году имение купил с аукциона историк и переводчик титулярный советник А.С. Клеванов (1826-1889). В конце IXX - начале XX века усадьба дворянки О.А. Языковой (г/р 1844).

## Достопримечательности
В селе стоит руинированная церковь Космы и Дамиана постройки второй половины 19-го века (1912), построенная вместо предыдущей. Тогда это было большое село, в котором насчитывалось более 120 дворов и большой липовый парк.
В 150 метрах от церкви находится древнее городище. Оно создано на слиянии двух оврагов. С западной стороны городище обнесено рвом и валом высотой около двух метров. Размер городища 40х20 метров. Занесено в археологические памятники Российской Федерации и охраняется государством.